# Cristian Rodríguez (tenisista)
Cristian Rodríguez (ur. 24 czerwca 1990 w Bogocie) – kolumbijski tenisista, reprezentant kraju w rozgrywkach Pucharu Davisa.

## Kariera tenisowa
W 2018 roku, podczas igrzysk Ameryki Południowej zdobył brązowy medal w grze podwójnej, startując w parze z Eduardo Struvayem.
W 2022 roku zadebiutował w imprezie wielkoszlemowej podczas Wimbledonu w grze podwójnej. Startując w parze z Diego Hidalgo, dotarł do drugiej rundy turnieju.
W karierze zwyciężył w dziewięciu deblowych turniejach cyklu ATP Challenger Tour. Ponadto wygrał cztery singlowe oraz osiemnaście deblowych turniejów rangi ITF.
W rankingu gry pojedynczej najwyżej był na 362. miejscu (9 kwietnia 2018), a w klasyfikacji gry podwójnej na 69. pozycji (4 marca 2024).

### Zwycięstwa w turniejach ATP Challenger Tour

#### Gra podwójna
| Końcowy wynik | Nr | Data             | Turniej    | Nawierzchnia | Partner             | Przeciwnicy                              | Wynik finału      |
| ------------- | -- | ---------------- | ---------- | ------------ | ------------------- | ---------------------------------------- | ----------------- |
| Zwycięzca     | 1. | 6 lipca 2013     | Todi       | Ceglana      | Santiago González   | Andrea Arnaboldi Gianluca Naso           | 4:6, 7:6(2), 10–3 |
| Zwycięzca     | 2. | 28 sierpnia 2021 | Barletta   | Ceglana      | Marco Bortolotti    | Gijs Brouwer Jelle Sels                  | 6:2, 6:4          |
| Zwycięzca     | 3. | 25 września 2021 | Ambato     | Ceglana      | Diego Hidalgo       | Alejandro Gómez Thiago Agustín Tirante   | 6:3, 4:6, 10–3    |
| Zwycięzca     | 4. | 22 stycznia 2022 | Concepción | Ceglana      | Diego Hidalgo       | Francisco Cerúndolo Camilo Ugo Carabelli | 6:2, 6:0          |
| Zwycięzca     | 5. | 29 stycznia 2022 | Santa Cruz | Ceglana      | Diego Hidalgo       | Andrej Martin Tristan-Samuel Weissborn   | 4:6, 6:3, 10–8    |
| Zwycięzca     | 6. | 12 marca 2022    | Santiago   | Ceglana      | Diego Hidalgo       | Pedro Cachín Facundo Mena                | 6:4, 6:4          |
| Zwycięzca     | 7. | 2 kwietnia 2022  | Pereira    | Twarda       | Luis David Martínez | Grigorij Łomakin Oleh Prihodko           | 7:6(2), 7:6(3)    |
| Zwycięzca     | 8. | 7 maja 2022      | Salvador   | Ceglana      | Diego Hidalgo       | Orlando Luz Felipe Meligeni Alves        | 7:5, 6:1          |
| Zwycięzca     | 9. | 23 lipca 2022    | Triest     | Ceglana      | Diego Hidalgo       | Marco Bortolotti Sergio Martos Gornés    | 4:6, 6:3, 10–5    |